# Franz Sales Glänz

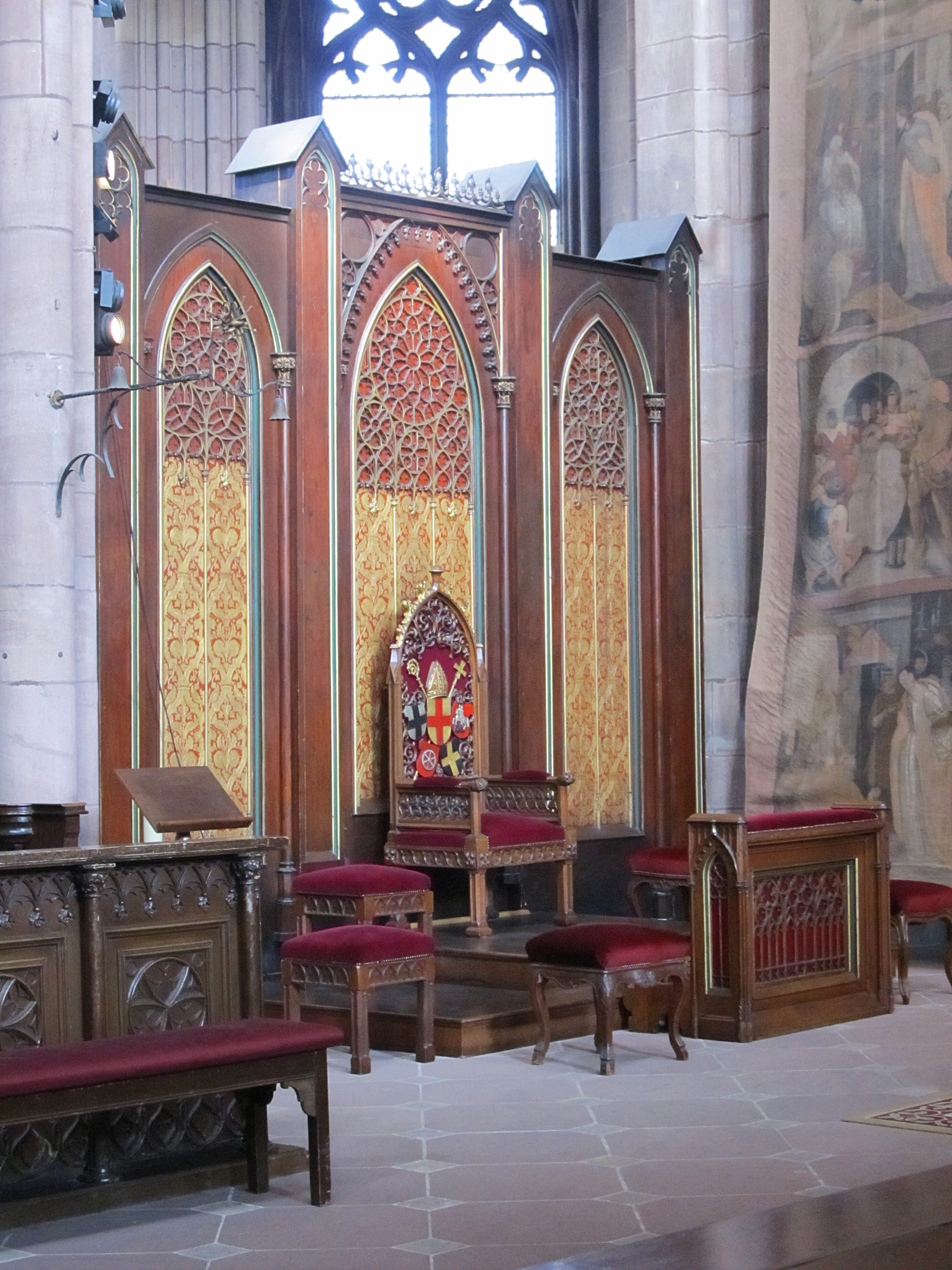
Bischofsthron von Franz Glänz im Freiburger Münster

Franz Sales Glänz (* Januar 1810 in Freiburg im Breisgau; † 12. Mai 1855 ebenda) war ein deutscher Schreiner und Holzbildhauer in Freiburg, der im Stil der Neugotik arbeitete.

## Leben und Werk
Franz Glänz war der Sohn des Schreiners und Holzbildhauers Joseph Glänz (1778–1841) und wurde am 24. Januar 1810 in der Kirche St. Martin getauft. Er lernte in der Werkstatt seines Vaters und übernahm diese nach dessen Tod.
Zusammen mit seinem Vater fertigte Glänz Teile der neuen Inneneinrichtung für das Freiburger Münster, so etwa 1826/27 den Marienaltar für das südliche Seitenschiff (1891 durch einen neuen Altar ersetzt), 1827/28 das Chorgestühl, 1831–33 den neuen Retabels mit Unterbau und Gesprenge für den Hochaltar von Hans Baldung Grien, 1834 die Umarbeitung des ursprünglichen Altars der Schnewlin-Kapelle zu zwei Altären für die Chorkapellen; 1839 den Kreuzaltar.
1838 schnitzte Franz Glänz ein Antependium für die Abendmahlskapelle des Münsters. 1842/43 schuf er den Zierrat der neuen Münsterglocke (1947–59 entfernt). 1845–48 fertige er nach einem bereits 1834 vorgelegten Entwurf den Thron des Erzbischofs.
1838 führte er mit seinem Vater im Auftrag von Großherzog Leopold von Baden die Renovierung des Hochaltars des Meisters H.L. im Breisacher Münster durch.
1841/44 schuf er drei Altäre und die Kanzel für die Kirche St. Hilarius in Bollschweil, von denen heute nur noch die Kanzel erhalten ist.
Die Arbeiten von Glänz wurden auch von adligen Auftraggebern geschätzt. 1840 besuchte ihn Herzog Bernhard von Sachsen-Weimar-Eisenach in seiner Werkstatt und erteilte ihm Aufträge, auch verlieh er ihm dessen Bruder, der Großherzog Karl Friedrich von Sachsen-Weimar-Eisenach die Silberne Zivilverdienstmedaille, die ihm der badische Großherzog Leopold am 20. Juni 1845 erlaubte, anzunehmen und zu tragen. Am 1. August 1845 war Leopold wegen der Einweihung des Freiburger Bahnhofs in der Stadt und gestattete, einen Brunnen auf dem Münsterplatz Leopoldsbrunnen zu nennen. Der Entwurf zum Leopoldsbrunnen stammte von Glänz. Der Steinmetz Karl Widmann führte ihn aus, allerdings nicht zur vollsten Zufriedenheit von Glänz. Der Brunnen ersetzte den spätgotischen Georgsbrunnen, wurde aber 1935 durch eine Nachbildung desselben ersetzt, die von Carl Anton Meckel entworfen und von Wilhelm von Kittlitz umgesetzt wurde.
1841 fertigte er Mobiliar für Schloss Ortenberg und arbeitete an der Ausstattung des gotischen Zimmers im Haus zum Schönen Eck in Basel mit.
Wohl aufgrund seines Entwurfes für den Freiburger Bischofsstuhl erhielt er 1847 vom Kronprinz Wilhelm von Preußen einen Auftrag, den er 1848 ausführte. Als sich Wilhelm anlässlich der Niederschlagung der Badischen Revolution im Juli 1849 in Freiburg aufhielt, erhielt er weitere Aufträge. Dabei handelt es sich um drei thronartige Stühle für den Speisesaal von Schloss Babelsberg bei Potsdam (heute verloren).
Ab 1853 litt er zunehmend an Gelenkrheumatismus, der zu zahlreichen Kuraufenthalten führte. Bis 1854 waren er und der zur damaligen Zeit in Freiburg führende Alois Knittel die beiden einzigen Bildhauer, die im Freiburger Adressbuch verzeichnet wurden, danach nahm deren Zahl deutlich zu.
Aus seiner 1833 mit Franziska Hettich aus St. Märgen geschlossenen Ehe gingen fünf Söhne hervor, von denen drei ebenfalls als Schreiner und Holzbildhauer tätig waren und seine Werkstatt übernahmen: Franz August Glänz (1830–1863), Franz Otto Glänz (1837–1907) und Max(imilian) Glänz (1839–1868). Der Sohn Joseph Heinrich wurde Arzt, der Sohn Hermann Mechaniker.